# ارك ذا لاد 3
ارك ذا لاد 3 (بالإنجليزية: Arc the Lad III)، هي لعبة فيديو يابانية، وهي من تطوير آرك إنترتنمنت، ومن نشر سوني كمبيوتر إنترتنمنت، صدرت اللعبة في اليابان سنة 1999، وتعمل حصرياً لمنصة بلاي ستيشن.